# Micrathyria laevigata
Micrathyria laevigata – gatunek ważki z rodziny ważkowatych (Libellulidae).